# Versailles (álbum)
Versailles é o terceiro álbum de estúdio da banda japonesa homônima, lançado em 26 de setembro de 2012 pela Warner Music Japan. Foi lançado em duas edições: regular e limitada. A edição regular contém apenas o CD com 11 faixas, enquanto a limitada acompanha além do CD um DVD com videoclipes.

## Antecedentes
Logo depois do lançamento do single "Rose" em julho de 2012, a banda tomou a decisão de pausar suas atividades por tempo indeterminado. Junto com o anúncio de hiato, anunciaram um último álbum de estúdio, Versailles, que foi lançado no dia de seu 5° aniversário de carreira. Eles também lançaram um álbum de greatest hits mais tarde, o Anthologie.

## Composição e temas
O guitarrista Teru compôs duas faixas: "Edge of the World" e "Brave". Ele chamou a primeira de "uma mistura pesada" e a segunda de "uma canção de speed metal melódico crescente".
A revista CD Journal deixou claro que o visual do álbum e da banda lembram a França na Idade Média, e comentou como isso contrasta com o gênero musical do álbum, que chamou de "metal dramático". Completando a análise, disse: "Há demasiados arranjos voltados para a guitarra, e os elementos da música neoclássica também estão a todo vapor."

## Recepção
Alcançou a 31ª posição na Oricon Albums Chart, permanecendo na parada por três semanas. Na parada da Tower Records de álbuns japoneses de rock e pop, ficou em 16° lugar.
Em uma enquete dos melhores de 2012 feita pelo portal JaME World, Versailles ficou em primeiro lugar entre os álbuns do ano.

## Faixas
| N.º            | Título                     | Duração |  |
| 1.             | "Prelude"                  | 1:35    |  |
| 2.             | "Rose"                     | 5:25    |  |
| 3.             | "Rhapsody of the Darkness" | 4:54    |  |
| 4.             | "Edge of the World"        | 5:17    |  |
| 5.             | "Illusion"                 | 5:07    |  |
| 6.             | "Ayakashi" (妖 -ayakashi-) | 4:37    |  |
| 7.             | "Created Beauty"           | 10:05   |  |
| 8.             | "Holy Grail -Amoroso-"     | 5:03    |  |
| 9.             | "Brave"                    | 4:33    |  |
| 10.            | "Truth"                    | 4:45    |  |
| 11.            | "Sympathia"                | 6:14    |  |
| Duração total: | Duração total:             | 57:31   |  |

## Créditos
- Kamijo – vocal principal
- Hizaki – guitarra
- Teru – guitarra
- Masashi – baixo
- Yuki – bateria